# Beulah (Michigan)
Pour les articles homonymes, voir Beulah.
Beulah est un village situé dans l’État américain du Michigan. Elle est le siège du comté de Benzie. Sa population est de 313 habitants.